# Molinicos (kommunhuvudort)
Molinicos är en kommunhuvudort i Spanien.   Den ligger i provinsen Provincia de Albacete och regionen Kastilien-La Mancha, i den centrala delen av landet, 250 km sydost om huvudstaden Madrid. Molinicos ligger 853 meter över havet och antalet invånare är 1 151.
Terrängen runt Molinicos är kuperad. Runt Molinicos är det glesbefolkat, med 15 invånare per kvadratkilometer. Närmaste större samhälle är Yeste, 12,9 km sydväst om Molinicos. Omgivningarna runt Molinicos är i huvudsak ett öppet busklandskap.